# Heathers (pel·lícula)
Heathers és una comèdia-negra adolescent, dirigida per Michael Lehmann i escrita per Daniel Walters l'any 1988. La protagonitzen Winona Ryder (Veronica Sawyer) Christian Slater (J.D.) interpretant la parella d'assassins. També hi apareixen Shannen Doerthy, Lisanne Falk i Kim Walker (Heathers).
Heathers es va projectar el 24 d'octubre de 1988 al mercat de cinema MIFED de Milà, Itàlia, abans d'estrenar-se al Festival de Cinema de Sundance el gener de 1989.
Heathers va guanyar el Premi Edgar a la millor pel·lícula, i Michael Lehmann va guanyar l'Independent Spirit Award com a millor director. Des d'aleshores s'ha fet popular com a pel·lícula de culte i és considerada en les enquestes com una de les millors pel·lícules per a la majoria d'edat de tots els temps.
L’any 2010 la història va ser adaptada al teatre musical, “Heathers: The Musical”, i el març del 2014 va entrar al circuit Off-Broadway.

## Argument
Veronica Sawyer, 17 anys, és una de les noies més populars de l’Institut Westerburg a Sherwood, Ohio. Forma part d’un grup de noies populars, riques i boniques que comparteixen nom de pila: Heather Chandler, la líder del grup; Heather McNamara, una animadora mal·leable; i Heather Duke, que pateix un trastorn alimentari i és aficionada a la literatura. Tot i ser les noies més populars, són temudes i odiades a parts iguals. Verònica, cansada dels constants abusos de poder que exerceix el grup, anhela la seva antiga vida, envoltada d’amics menys populars i més amables.
Quan un nou estudiant, un foraster misteriós i rebel anomenat Jason "J.D.", apunta amb una pistola uns assetjadors de l'institut, Kurt Kelly i Ram Sweeney, la Verònica queda totalment fascinada amb ell.
Verònica assisteix a una festa d'estudiants universitaris amb Heather Chandler. Rebutja anar-se'n al llit amb un noi de la fraternitat, i demana a Heather Chandler de marxar immediatament, ja que no es troba massa bé. Heather s'enfada amb Verònica perquè l'ha fet quedar malament, i per acabar d'adobar-ho, Verònica vomita sobre les sabates de Chandler. Així, Heather promet destruir la seva reputació.
Aquella mateixa nit, apareix J.D. a casa la Verònica i tenen sexe. Tots dos expressen el seu odi cap a Heather Chandler i la seva tirania.
L'endemà, Verònica i J.D. irrompen a casa de Chandler. Planegen venjar-se d'ella fent-la vomitar amb una falsa cura contra la ressaca. En comptes d'agafar la falsa cura, Verònica agafa per equivocació un vas emplenat d'un producte de neteja tòxic. J.D. ho veu, però decideix no dir res. Ell mateix dona a Heather Chandler el vas i d'aquesta manera, la mata. Verònica entra en pànic, i J.D. la convenç per simular un suïcidi escrivint una tràgica nota d'acomiadament. L'escola i la comunitat s'empassen la mentida de Verònica i J.D. i perceben la seva mort com un tràgic suïcidi adolescent. Chandler és més adorada en la mort que en la vida.
Chandler Duke agafa el testimoni de Chandler i converteix en la nova líder del grup, utilitzant el seu antic mocador.
Al cap d'uns dies, Kurt i Ram fan córrer un rumor sobre la Verònica: asseguren que ha practicat sexe oral en ells, i la seva reputació torna a ser arruïnada.J.D. li proposa a Verònica que els reuneixi al bosc amb la promesa de "fer realitat els rumors", i un cop allà gastar-los una broma amb un disparador de tranquil·litzants. Un cop al bosc, J.D. dispara en Ram i la Verònica al Kurt, però aquesta última falla i en Kurt escapa. La Verònica s'adona que les bales són reals i han matat al primer dels seus companys. J.D. aconsegueix capturar en Kurt i el porta davant el seu amic mort. La Verònica entra en pànic i el dispara, acabant amb el segon. Per desfer-se de l'autoria del crim, col·loquen una altra carta de suïcidi vora els cossos, que declara que els dos nois eren amants. Així doncs, Ram i Kurt es converteixen en dos màrtirs contra l'homofòbia. La Verònica no trenca amb J.D., però comença a estar alarmada pel seu comportament.
Poc després d'això, J.D. fa xantatge a Duke perquè cada estudiant signi una "petició" que, sense que ella ho sap, pretén actuar com una nota de suïcidi massiu. A continuació, li dona un scrunchie vermell que Chandler havia fet servir, que significa el seu nou poder sobre l'escola.
Mentrestant, Martha Dunnstock, un objectiu freqüent d'assetjament escolar, es posa una nota de suïcidi al pit i s'endinsa en el trànsit que ve en sentit contrari. Sobreviu, però està greument ferida i els seus companys la burlen per intentar copiar els nens populars. Més tard, McNamara truca a un programa de ràdio per parlar de la seva depressió; Duke explica a tota l'escola sobre la trucada de ràdio l'endemà, i McNamara és assetjada. McNamara intenta suïcidar-se amb una sobredosi al lavabo de les noies, però la Verònica intervé.
Verònica parla amb J.D., li deixa clar que no participarà de més matances. Ell la persegueix fins a la seva habitació amb un revòlver per a matar-la o aconseguir que entri en raó. Quan obre la porta veu a Verònica penjada d’una soga. És en realitat un efecte enganyós, ella ha simulat el seu suïcidi. J.D., però, la creu morta, i decideix fer explotar l’escola, com si es tractés d’un suïcidi col·lectiu.
Verònica confronta en J.D. a la zona de calderes, on vol col·locar la dinamita. Ella el dispara i talla els cables del detonador, i ell col·lapsa. Quan surt al carrer s'adona que J.D. l'ha seguit. Du uns explosius lligats al tors. L'elogia i fa detonar la bomba, suïcidant-se. Verònica s'acosta a Duke, agafa el scrunchie vermell i afirma que Duke ja no està al capdavant de res ni ningú.
La pel·lícula finalitza quan Verònica convida a Martha Dunnstock a veure pel·lícules la nit del ball de l'institut. Recuperen la seva antiga amistat.

## Estrena

### Taquilla
Heathers es va projectar al Festival de Cinema de Sudance el 21 de gener de 1989 i va estrenar-se al públic nord-americà el març de 1989, moment en què New World Pictures es trobava en bancarrota. L'estrena de la pel·lícula va ser considerada un fracàs, però amb els anys Heathers s'ha convertit en una pel·lícula de culte. Va guanyar 177,247 dòlars durant el primer cap de setmana a cartellera, i finalment va recaptar un total d'1,1 milions a finals de la cinquena setmana.

### Resposta de la crítica
La pel·lícula fou aclamada tant per la crítica com per l'audiència. La web de crítica cinematogràfica Rotten Tomatoes va reportar que un 95% de les crítiques varen donar una puntuació positiva a la pel·lícula. La conclusió de l'opinió popular del lloc web diu: "Fosca, cínica i subversiva, Heathers aplica amb gentilesa un serrat elèctric (metafòric) als convencionalismes de les pel·lícules sobre adolescents als instituts."A Metacritic, la pel·lícula acumula una puntuació de 72/100 basada en les 20 ressenyes dels principals crítics de la web. Els acadèmics han comparat Heathers amb altres pel·lícules populars durant la dècada dels 80 i principis dels 90 que varen caracteritzar les narratives dels joves domèstics com a part integral de la "guerra cultural".
El periodista Desson Thompson va escriure al The Washington Post que "Heathers podria ser la més desagradable i cruel diversió que pots experimentar, i sense ser necessari haver estudiat llei o consumir productes luxosos de pell. Si les pel·lícules fossin àpats, Heathers seria un cínic afartament de xocolata". Roger Ebert va puntuar la pel·lícula amb 2,5 estrelles sobre 4 i va escriure que Heathers "... és una comèdia mòrbida sobre la pressió dels companys d'institut, sobre el suïcidi adolescent i la letalitat dels grups que no només exclouen, sinó que també mutilen i maten"

## Projectes relacionats

### Possible seqüela
El dos de juny de 2009, el diari Entretainment Weekly, va reportar una declaració de Winona Ryder, en la que mencionava una seqüela de la pel·lícula. Tot i això, Lehmann va denegar el desenvolupament de la seqüela dient que tot i que la protagonista havia tret el tema al llarg dels anys, i els guionistes i directors n'havien fet broma, no hi havia cap guió ni planificació per a la segona pel·lícula de Heathers.

### Sèries de televisió
Agost del 2009, Sony Pictures Television va anunciar que Heathers seria adaptada a la televisió i retransmitida pel canal Fox. Mark Rizzo va ser contractat per escriure la sèrie, i Jenny Brickwas per a coproduir-la amb Lakeshore Entretainment. El programa va ser descrit com una versió moderna de la història original, s'esperava que tots els personatges de la pel·lícula figuressin a l'adaptació.El març del 2016, TV Land va encarregar un guió i pilot per una sèrie de comèdia fosca d'antologia, ambientada en l'actualitat. La sèrie va ser esrita per Jason Micallef i Tom Rosenberg; Gary Lucchesi va ser el productor executiu. Finalment, la sèrie estrenar-se el 2018.

### Musicals

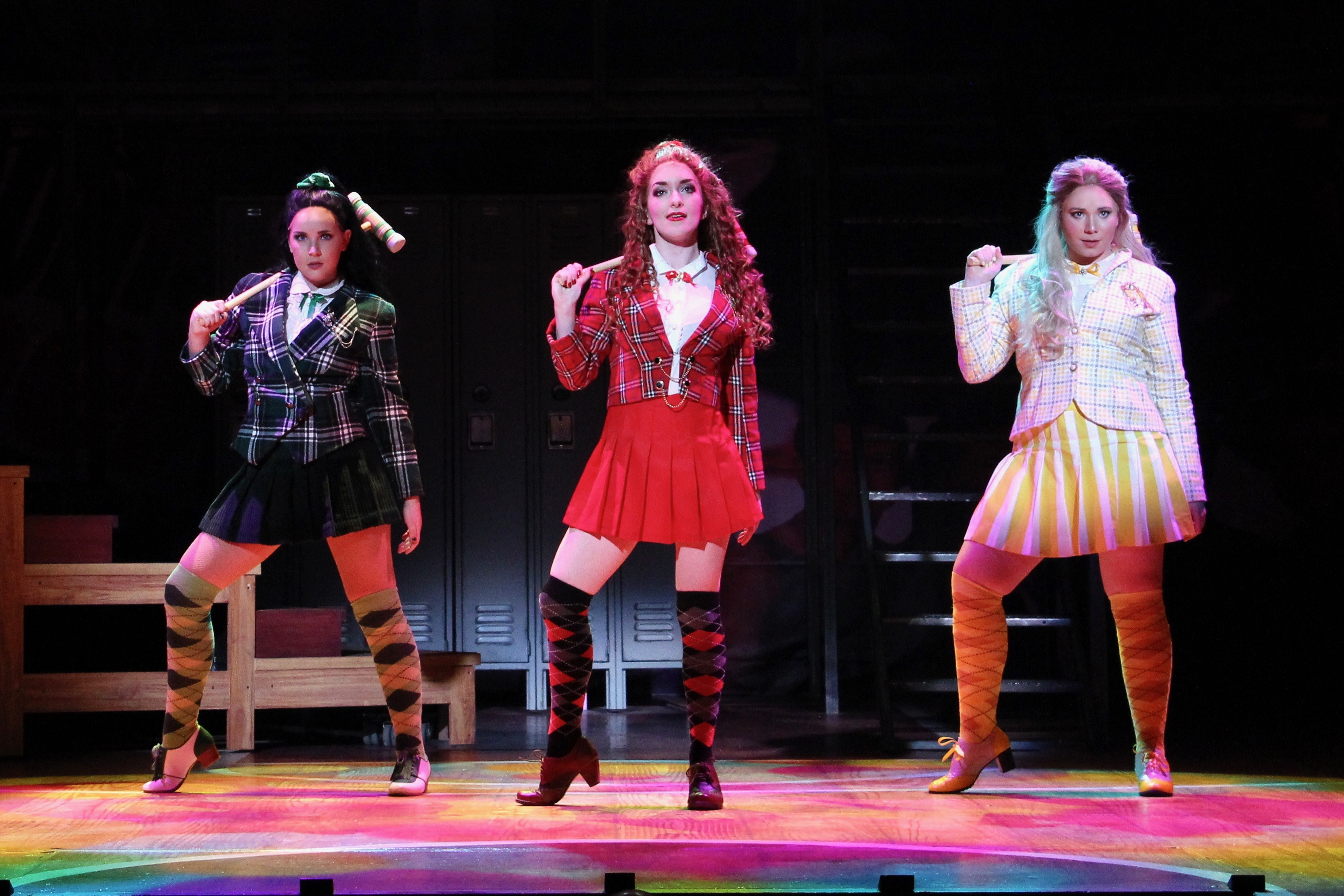
Heathers: The Musical

L'any 2010 Heathers fou adaptada al teatre musical, dirigida per Andy Fickman, que també havia treballat al musical Reefer Madness. El musical Heathers: The Musical va ser representat en diverses ocasions abans d'arribar a Off-Broadway: a tallers de Los Angeles i un concert de presentació al Joe's Pub de Nova York el 13 i 14 de setembre de 2010. L'elenc d'aquesta última actuació incloïa l'Annaleigh Ashford com a Verònica, Jenna Leigh Green com a Heather Chandler i Jeremy Jordan com a J.D..El musical va representar-se a Off-Broadway per primer cop, 31 de març de 2014. L'elenc original de la producció incloïa Barret Wilbert Weed com a Verònica Sawyer, Jessica Keenan Wynn com a Heather Chandler, Ryan McCartan com a J.D., Alice Lee com a Heather Duke i Elle McLemore com a Heather McNamara. Va clausurar el 4 d'agost de 2014.

## Repartiment
- Winona Ryder com a Verònica Sawyer.
- Christian Slater com a Jason "J.D" Dean.
- Shannen Doherty com a Heather Duke.
- Lisanne Falk com a Heather McNamara.
- Kim Walker com a Heather Chandler.
- Penelope Milford com a Pauline Fleming.
- Glenn Shadix com a Pare Ripper.
- Llanci Fenton com a Kurt Kelly.
- Patrick Labyorteaux com a Ram Sweeney.
- Jeremy Applegate com a Peter Dawson.
- Jon Matthews com a Rodney.
- Carrie Lynn com a Martha "Dumptruck" Dunnstock.
- Reneé Estévez com a Betty Finn.
- Jennifer Rhodes com a mare de Verònica.
- Bill Cort com a pare de Verónica.
- Kirk Scott com a pare de Jason.
- Glenn Shadix com a Pare Ripper
- Phill Lewis com a Dennis
- Renée Estévez com a Betty Finn
- Mark Carlton com a Mr. Kelly
- John Ingle com a Director Gowan

## Producció

### Desenvolupament
Daniel Waters volia que el seu guió fos escrit per Stanley Kubrick, no sols per la seva profunda admiració cap al director, sinó també per la percepció que tenia que "Kubrick era l'única persona que podia dur a terme una pel·lícula de tres hores". Després de diversos intents fallits per aconseguir que Kubrick escrivís el guió, Waters es va adonar que aquella iniciativa era inútil i va decidir donar-li el guió a Michael Lehman, qui el va portar a terme al costat de Denise Di Novi.
En la versió original del guió, J.D. aconsegueix fer explotar l'Institut Westerburg High, i l'escena final presenta una reunió de graduació surrealista, on tots els alumnes són al cel. Els executius de New World Pictures van acceptar a finançar la pel·lícula, i van insistir en canviar el final, que per al seu gust, era massa obscur. Alguns crítics han discutit les similituds entre Heathers i Massacre at Central High, una pel·lícula de baix pressupost feta l'any 1976. Daniel Waters ha declarat que no havia vist la pel·lícula en el moment en què va escriure Heathers, però que havia llegit una ressenya d'un llibre de Danny Peary sobre pel·lícules de culte, i que l'anterior pel·lícula podria haver constat en aquest.

### Càsting
Molts actors i actrius van rebutjar formar part del projecte degut a la seva temàtica fosca. Les opcions inicials per interpretar la Verònica van ser Justine Bateman i Jenifer Connelly. Winona Ryder, que tenia 16 anys en el moment de la filmació, i desitjava ferventment el paper, va pregar a Waters que l'escollís a ella coma Verònica Sawyer. Va arribar a oferir-se a treballar completament de franc. Finalment li van donar el paper. Brad Pitt va audicionar per al paper de J.D., però va ser descartat. Christian Slater va confessar que va tenir una gran rebequeria després d'audicionar, ja que es pensava que havia estat un càsting fallit. Va ser contractat per a donar vida a J.D. poc després de Ryder. Inicialment, van oferir el paper de Heather Chandler a Heather Graham, que llavors tenia 17 anys, però el va rebutjar degut a la desaprovació dels seus pares. A continuació van oferir el paper a Kim Walker, que en el moment sortia amb Slater, i aquesta va acceptar. Lisanne Falk va mentir durant el seu període d'audició, dient que encara era adolescent, quan en realitat ja tenia 23 anys. Quan van donar-li el paper de Heather McNamara va revelar la seva veritable edat.
En el cas de Shannen Doherty, de disset anys, volia des d'un principi el paper de Verònica, però Ryder ja havia estat contractada. Va audicionar per Heather Chandler, i després per Heather Duke. Pel càsting d'aquest últim personatge va oferir una interpretació increïble, i aquesta prova va assegurar-li el paper. En un principi, els productors volien que Doerthy es tenyís de ros, per coincidir amb les altres Heathers, però ella s'hi va negar.

### Rodatge
La filmació va dur-se a terme en 33 dies, entre febrer i març de 1988, amb un pressupost de 3 milions de dòlars. Tot i estar ambientada a Ohio, el rodatge va produir-se en la seva totalitat a Los Ángeles. “Westernburg High School” es una amalgana de Corvallis High School (Ara Bridges Academy), Verdugo Hills High School a Tijuana i John Adams Middle School a Santa Monica. Les escenes de gimnàs es van filmar a Verdugo Hills High School i l’escena culminant a les escales de l’institut, a l’exterior de John Adams Middle School. Les escenes del funeral es van filmar a l’església de Los Ángeles, a Pasadena Califòrnia.

## Banda sonora
La pel·lícula utilitza dues versions de la cançó "Que Sera, Sera"; la primera del cantant Syd Straw i la segona, que s'utilitza per als crèdits, de Sly and the Family Stone. Al comentari del DVD de la pel·lícula, Di Novi menciona que els cineastes volien utilitzar la versió original de Doris Day, però que ella es va negar; no volia el seu nom en cap projecte blasfem.
La cançó "Teenage Suicide (Don't Do it)" de grup de música fictici Big Fun, fou escrita i produïda especialment per a la pel·lícula pel músic Don Dixon; i va ser interpretada per Dixon, Mitch Easter, Angie Carlson i Marti Jones. La cançó s'inclou en l'àlbum de grans èxits de Dixon (1992).